# Olivier Baussan
Olivier Baussan né le 18 juillet 1952 est un entrepreneur français. Fondateur de L'Occitane en Provence et d'Oliviers & Co, il est également président du Groupe Territoire de Provence.

## Biographie

### Jeunesse et formation
Olivier Baussan né à Paris en 1952, ses parents déménagent en Provence alors qu'il est âgé de quelques mois. Ils ont une ferme à Peyruis qu'ils cèdent en 1956 - à la suite d'un épisode de grand gel en Méditerranée,,. 
En 1975, il obtient sa licence en lettres à l’université d'Aix-en-Provence. Néanmoins, il arrête ses études de lettres pour se consacrer à L'Occitane,,. 

### Carrière
En 1976, Olivier Baussan fonde l'entreprise de cosmétiques L’Occitane (qui deviendra par la suite L'Occitane en Provence). Il commercialise ses produits fabriqués à partir d'un ancien alambic avant de s'étendre dans les années 1980 vers les savons de Marseille et le karité du Burkina Faso,,,,. 
En 1982-1983, il participe avec Bernard Lengellé à la création de la marque Le Petit Marseillais,. 
En 1992, il ouvre le capital de L’Occitane à deux investisseurs : Natural, une filiale de la banque Indosuez et le Crédit agricole.  Deux ans plus tard, Natural cède ses parts  à l'homme d'affaires autrichien Reinold Geiger. Olivier Baussan conserve 5% des parts et devient Directeur artistique du groupe,,. 
En 1996, il crée la chaîne d'épicerie Oliviers & Co spécialisée dans l'huile d'olive et ses produits dérivés. L'entreprise sera ensuite cédée en 2005 à son oncle, Albert Baussan, qui la cède à son tour en 2016 à Geoffroy Roux de Bézieux,,.
En 2008, Olivier Baussan fonde la marque Première Pression Provence (qui deviendra en 2015 la Maison Brémond 1830).
En 2014, il rachète et développe la Confiserie du Roy René qui produit les calissons d’Aix à base d'amande ainsi que des nougats. Il nomme une ancienne de L'Occitane, Laure Pierrisnard, en tant que Directrice générale,,.
En 2018, Olivier Baussan regroupe l’ensemble de ses entreprises ainsi que les marques au sein du Groupe Territoire de Provence, et crée l’association Pistache en Provence,,,,. 
En 2024, l'entrepreneur se lance - avec Territoire de Provence - dans le marché de la pistache avec  l'ouverture, d'une Maison de la pistache à Valensole. En 2025, une autre Maison de la Pistache ouvre en mai à Aix-en-Provence et à Oslo en juin,. 

## Engagements
Olivier Baussan prend position en faveur de la Provence et de ses agriculteurs. Il a pu être ainsi qualifié par L'Express d'« écolo et humaniste »,.
Dès les années 1980, il découvre et développe le karité au Burkina Faso. Le projet a été distingué par le Programme des Nations Unies pour le Développement (PNUD) en 2013. 
En 2006-2007, il ouvre l'Écomusée de l'olivier à Volx, lieu de l'ouverture du premier magasin de L'Occitane en 1981,. 
Il est à l'origine de la création, en 2012, d'un Fonds de dotation pour la sauvegarde du patrimoine lavandes de Provence en faveur de la lavande ou encore en 2018 de l'association Pistache en Provence ,,.

## Distinctions
- Chevalier de l'ordre du Mérite agricole en 2009[23]
- Officier de l'ordre du Mérite agricole en 2015[25]
- Chevalier de la Légion d'honneur en 2022[26]

## Publications
- Olivier Baussan et  Jacques Chibois, Saveurs et parfums de l'huile d'olive, 20 avril 1999, Flammarion
- Olivier Baussan et Jean-Marie Meulien, Savoureuses recettes de Méditerranée, 15 avril 2003, Flammarion
- Olivier Baussan et Sylvie Tardrew, L'huile d'olive, Saveurs d'excellence en Méditerranée, 22 octobre 2004, Aubanel
- Sur Olivier Baussan : Pierre Magnan, L'Occitane, Paris, Éditions Denoël, 2001, 153 p. (ISBN 2-207-25229-9)